# Амлекур
Амлекур (фр. Amelécourt) насеље је и општина у североисточној Француској у региону Лорена, у департману Мозел која припада префектури Шато Сален.
По подацима из 2011. године у општини је живело 149 становника, а густина насељености је износила 19,71 становника/km². Општина се простире на површини од 7,56 km². Налази се на средњој надморској висини од 220 метара (максималној 365 m, а минималној 202 m).

## Демографија
| 1962. | 1968. | 1975. | 1982. | 1990. | 1999. | 2011. |
| ----- | ----- | ----- | ----- | ----- | ----- | ----- |
| 113   | 114   | 113   | 119   | 102   | 117   | 149   |

График промене броја становника у току последњих година